# Irwin M. Wall
Irwin M. Wall, né le 21 avril 1940, mort le 27 janvier 2023 à Manhattan, est un historien américain. Il est professeur d'histoire à l'université de Californie à Riverside.

## Biographie
Il est diplômé de l'université Columbia (BA en 1961, MA en 1962 et Ph.D en 1968). Il enseigne l'histoire moderne de l'Europe à l'université de Californie à Riverside et est l'auteur de trois livres sur l'histoire de la France après la Seconde Guerre mondiale.
En 1983, il publie son premier livre qui est intitulé French Communism in the Era of Stalin:The Quest for Unity and Integration, 1945-1962. Ce livre, qui traite du communisme en France entre 1945 et 1962, n'a pas été traduit en français.
Son deuxième livre est intitulé L'influence américaine sur la politique française, 1945-1954, « The United States and the Making of Postwar France, 1945-1954 ») et analyse l'implication des États-Unis dans la vie politique française d'après-guerre. Pour Paul-Marie de la Gorce dans Le Monde diplomatique d'aout 1989, c'est un « ouvrage exceptionnellement intéressant [...] A sa lecture, plus aucun doute n’est permis : la réalité a dépassé de beaucoup ce que l’on a pu savoir ou écrire sur l’intervention décisive des États-Unis dans tous les épisodes de l’histoire politique, diplomatique, économique et militaire de la France durant cette décennie. »
Son troisième ouvrage, Les États-Unis et la guerre d'Algérie (« France, the United States, and the Algerian War »), traite des liens entre les États-Unis et la France dans le contexte de la guerre d'Algérie, et il avance la thèse que le général de Gaulle a été contraint par les États-Unis à la négociation avec le FLN. Ainsim selon Benjamin Stora dans Mediapart, « l'historien américain Irwin Wall a développé une thèse nettement plus tranchée. Selon lui, le général de Gaulle voulait garder l'Algérie française. Il ne faut pas, assure-t-il, se fier aux confidences faites aux uns et aux autres car elles se contredisent. De Gaulle a souvent agi sous la pression de l'ONU et surtout des États-Unis. ». Selon Éric Roussel du Figaro, « Universitaire américain connu pour ses recherches sur l'influence des États-Unis pendant la IVe République, [...] Irwin Wall en tout cas nous éclaire beaucoup sur cette France de la fin de la IVe République et des débuts de la Ve qui hésitait à clore l'ère coloniale. »

## Publications

### Livres originaux en anglais
- French Communism in the Era of Stalin : The Quest for Unity and Integration, 1945-1962, Praeger, 1983, 268 p. (ISBN 978-0-313-23662-4)
- The United States and the Making of Postwar France, 1945-1954, Cambridge University Press, 1991, 336 p. (ISBN 978-0-521-40217-0, lire en ligne)
- France, the United States, and the Algerian War, University of California Press, 2001, 352 p. (ISBN 978-0-520-22534-3, lire en ligne)

### Livres traduits en français
- L'influence américaine sur la politique française, 1945-1954 [« The United States and the Making of Postwar France, 1945-1954 »], Balland, 1989, 514 p. (ISBN 978-2-7158-0741-9)
- Les États-Unis et la guerre d'Algérie [« France, the United States, and the Algerian War »], Éditions Soleb, 2006, 464 p. (ISBN 978-2-9523726-1-9, lire en ligne)

### Articles
- « Les accords Blum-Byrnes, la modernisation de la France et la Guerre Froide », Vingtième Siècle. Revue d'histoire, no 13,‎ janvier-mars 1987, p. 45-62 (DOI 10.3406/xxs.1987.1825, lire en ligne)
- « Jean Monnet, les États-Unis et le plan français », Vingtième Siècle. Revue d'histoire, no 30,‎ 1991, p. 3-21 (DOI 10.3406/xxs.1991.2371, lire en ligne)